# Vincy-Manœuvre
Vincy-Manœuvre és un municipi francès, situat al departament de Sena i Marne i a la regió de Illa de França. L'any 2007 tenia 198 habitants.
Forma part del cantó de La Ferté-sous-Jouarre, del districte de Meaux i de la Comunitat de comunes del Pays de l'Ourcq.

## Demografia

### Població
El 2007 la població de fet de Vincy-Manœuvre era de 198 persones. Hi havia 70 famílies, de les quals 15 eren unipersonals (15 dones vivint soles i 15 dones vivint soles), 18 parelles sense fills i 37 parelles amb fills.
La població ha evolucionat segons el següent gràfic:
Habitants censats

### Habitatges
El 2007 hi havia 81 habitatges, 74 eren l'habitatge principal de la família, 1 era una segona residència i 6 estaven desocupats. 79 eren cases i 2 eren apartaments. Dels 74 habitatges principals, 47 estaven ocupats pels seus propietaris i 27 estaven llogats i ocupats pels llogaters; 9 tenien tres cambres, 18 en tenien quatre i 47 en tenien cinc o més. 58 habitatges disposaven pel capbaix d'una plaça de pàrquing. A 34 habitatges hi havia un automòbil i a 39 n'hi havia dos o més.

### Piràmide de població
La piràmide de població per edats i sexe el 2009 era:
| Homes | Edats   | Dones |
| ----- | ------- | ----- |
| 0     | 95 o +  | 0     |
| 0     | 90 a 94 | 0     |
| 0     | 85 a 89 | 0     |
| 0     | 80 a 84 | 0     |
| 0     | 75 a 79 | 0     |
| 4     | 70 a 74 | 0     |
| 4     | 65 a 69 | 0     |
| 8     | 60 a 64 | 8     |
| 4     | 55 a 59 | 4     |
| 8     | 50 a 54 | 4     |
| 12    | 45 a 49 | 8     |
| 8     | 40 a 44 | 8     |
| 16    | 35 a 39 | 16    |
| 0     | 30 a 34 | 0     |
| 8     | 25 a 29 | 0     |
| 8     | 20 a 24 | 8     |
| 8     | 15 a 19 | 0     |
| 4     | 10 a 14 | 12    |
| 4     | 5 a 9   | 12    |
| 0     | 0 a 4   | 12    |

## Economia
El 2007 la població en edat de treballar era de 142 persones, 119 eren actives i 23 eren inactives. De les 119 persones actives 111 estaven ocupades (51 homes i 60 dones) i 8 estaven aturades (4 homes i 4 dones). De les 23 persones inactives 4 estaven jubilades, 9 estaven estudiant i 10 estaven classificades com a «altres inactius».

### Ingressos
El 2009 a Vincy-Manœuvre hi havia 79 unitats fiscals que integraven 240 persones, la mediana anual d'ingressos fiscals per persona era de 20.493 €.

### Activitats econòmiques
Dels 7 establiments que hi havia el 2007, 1 era d'una empresa de construcció, 3 d'empreses de comerç i reparació d'automòbils, 2 d'empreses de transport i 1 d'una entitat de l'administració pública.
L'únic servei als particulars que hi havia el 2009 era un electricista.
L'any 2000 a Vincy-Manœuvre hi havia 3 explotacions agrícoles que ocupaven un total de 798 hectàrees.

## Equipaments sanitaris i escolars
El 2009 hi havia una escola elemental integrada dins d'un grup escolar amb les comunes properes formant una escola dispersa.

## Poblacions més properes
El següent diagrama mostra les poblacions més properes.